# 横井雅明
横井 雅明（よこい まさあき、1960年生 - ）は日本のフランス語学者。現在、岩手大学人文社会科学部教授。

## 学歴
- 1984年 愛知大学法経学部経済学科卒業。
- 1989年 名古屋大学大学院文学研究科言語学博士課程中退（文学修士）。

## 専門分野
- フランス語学
- 研究テーマは、フランス語の動詞時制に関する研究。ギョーム派言語学。

## 著書
- 「言語の制御と統合に関する多角的な視点からの研究―言語学・音声学・認知心理学・分析哲学・情報科学・情報統計幾何学・法学からの貢献―」共著（岩手大学人文社会科学部,1999年）

## 所属学会
- 日本フランス語学会
- 言語人文学会